# Vameq Ier d'Iméréthie
Vameq Ier d'Iméréthie (mort en 1661) est prince (Dadian) de Mingrélie en 1658-1661 sous le nom de Vameq III, et brièvement roi d'Iméréthie en 1661.

## Biographie
Vameq Dadiani appartient à la dynastie féodale des Dadiani, qui s'est rendue indépendante en  Mingrélie (Samégrelo). Il est le fils de Georges Dadiani, prince de Salipartiano (mort en 1619), quatrième fils du prince Levan Ier Dadiani, prince de Mingrélie de 1532 à 1572.
Vameq Dadiani est installé sur le trône de Mingrélie sous le nom de Vameq III Dadiani par le roi Alexandre III d'Iméréthie après l'expulsion de son cousin Liparit III Dadiani, prince de Mingrélie en 1658.
En 1661, appelé par un parti de nobles d'Iméréthie, il chasse du pouvoir le roi Vakhtang Ier Tchoutchounaschvili et la reine Nestan-Daredjan (qui ont eux-mêmes usurpé le trône du jeune Bagrat V d'Iméréthie, fils d'Alexandre III d'Iméréthie).
Quelques mois plus tard, Vameq Ier est chassé d'Iméréthie par le roi Vakhtang V de Karthli, qui impose comme roi son jeune fils âgé de 14 ans, Artchil Ier d'Iméréthie.
Vameq Dadiani retourne en Mingrélie et meurt la même année avec son fils Bagrat dans un obscur combat en Svanétie (1661).